# Emmaus

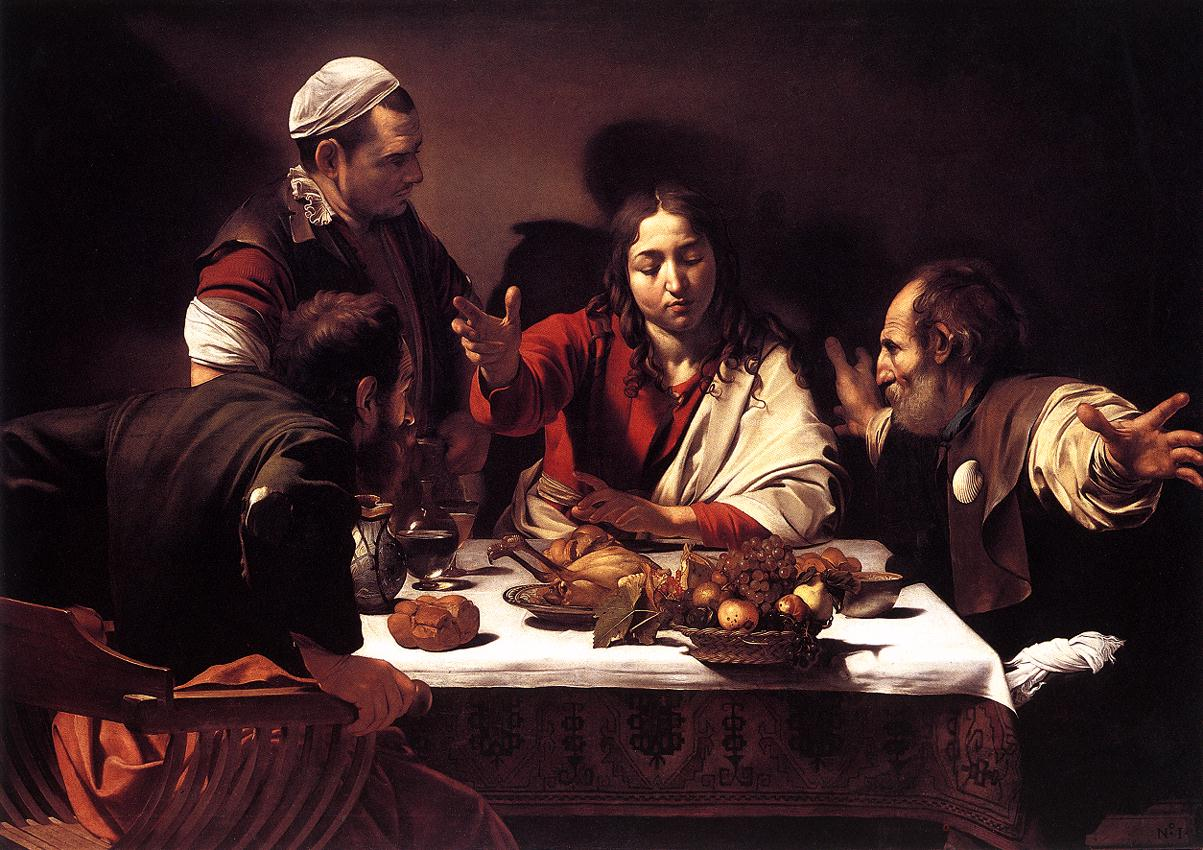
Cena in Emmaus. Dipinto di Caravaggio, 1601.

Emmaus (Greco della koiné: Ἐμμαούς, letto Emmaus; in ebraico חמת‎?, Hammat, significa "sorgente calda", in arabo  عِمواس‎?, Imwas) era un'antica città della Palestina, situata a undici chilometri (ipotizzando 185 metri * 60 stadi) da Gerusalemme.

## Storia
Menzionato nel Vangelo di Luca (LC 24,13 - 35), è celebre per essere nei testi evangelici la prima apparizione di Gesù a due dei suoi discepoli (che si può rinvenire anche in Mc 16, 12-13) dopo la morte sulla croce, e l'apertura del Santo Sepolcro, trovato vuoto. Nel racconto di Luca, uno dei due discepoli si chiama Cleofa (Κλεοπᾶς), a volte reso anche con Cleopa. La cena in Emmaus, dove Cristo si rivela ai presenti, è episodio frequentemente rappresentato in pittura.
La sera del primo giorno dopo il sabato, sarebbe apparso a undici dei dodici apostoli, mentre era assente Tommaso, poi anche a quest'ultimo presso Gerusalemme, e in totale per altri quaranta giorni fino al giorno dell'Ascensione, da cui prende inizio la loro missione universale fuori dai confini di Israele. Secondo l'evangelista Luca la località di Emmaus disterebbe dalla Città santa sessanta stadii (circa sette miglia, undici chilometri).

### Fonti ulteriori
Flavio Giuseppe accenna tredici volte a Emmaus, «presso Erode» (Libro I,319), la sesta degli undici distretti (toparchie) in cui era divisa la Giudea (Libro III, 54-55), città di cui «era nativo il segretario del sinedrio Aristeo» (Libro V, 532), e data alle fiamme per ordine di Varo (Libro II, 71). Flavio narra che l'imperatore Vespasiano vi aveva stabilito una colonia di ottocento soldati in congedo dal suo esercito, dice: «Il luogo è chiamato Emmaus e dista da Gerusalemme trenta stadii.» (Guerra giudaica VII:217)
Dopo la conquista islamica della Siria-Palestina nella prima metà del VII secolo, la città divenne nota come ʿAmwās (in arabo ﻋﻤﻮﺍﺱ‎?). Vi morirono per una peste scoppiata dopo il 638 Abū ʿUbayda b. al-Jarrāḥ, Muʿādh b. Jabal, Yazid ibn Abi Sufyan e, in seguito, anche Suhayl ibn Amr.

## Localizzazione

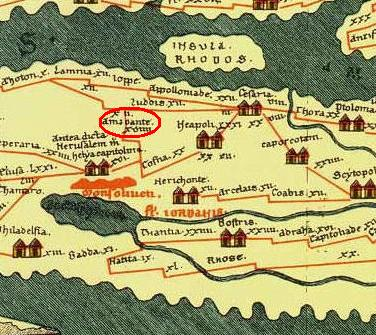
Amauante (Ammaous - Nicopolis) sulla Tavola di Peutinger (cerchiata in rosso)

Se il nome del villaggio nei manoscritti di riferimento è concordemente quello di Emmaus, tuttavia nessuno dei siti proposti per la sua posizione geografica sembra prevalere in maniera ovvia.
Poiché il testo greco non indica la direzione e il valore dell'unità di misura può variare (anche se molto raramente assume il valore 1 stadio = 300 metri), l'identificazione è incerta. Se si identifica Emmaus con la città a 30 km a nord-ovest di Gerusalemme, Emmaus Nicopolis, questa città fu arsa da Publio Quintilio Varo, governatore della Siria, ma venne poi ricostruita e chiamata Nicopoli. Possibili localizzazioni:
- Emmaus Nicopolis ('Imwâs) a 160 stadi[5] da Gerusalemme;[6]
- Qiryat-Yéarim, a 66 stadi[7] da Gerusalemme sulla strada romana per Giaffa;
- Al-Qubaybah, a 63 stadi[8] da Gerusalemme, sulla strada romana di Lidda (LOD);
- Mozah, a 36 stadi[9] da Gerusalemme sulla stessa strada;
- Urtas, a 60[10] stadi da Gerusalemme.

Anche la lettura offerta dal Codex Bezae che legge Ουλαμμαους (Oulammaous) per Εμμαους (Emmaous), il luogo dove Giacobbe fu visitato in sogno da Dio (Gen 28,10-19, Betel prima Luz). Ciò, sia nel suo testo latino che in quello greco, merita l'esame; infatti, secondo questo manoscritto, il nome del villaggio non sarebbe Emmaus, ma Oulammaus, con il nome di Betel in Gn 28,19 secondo il Codex Alexandrinus.

## Cena in Emmaus: iconografia

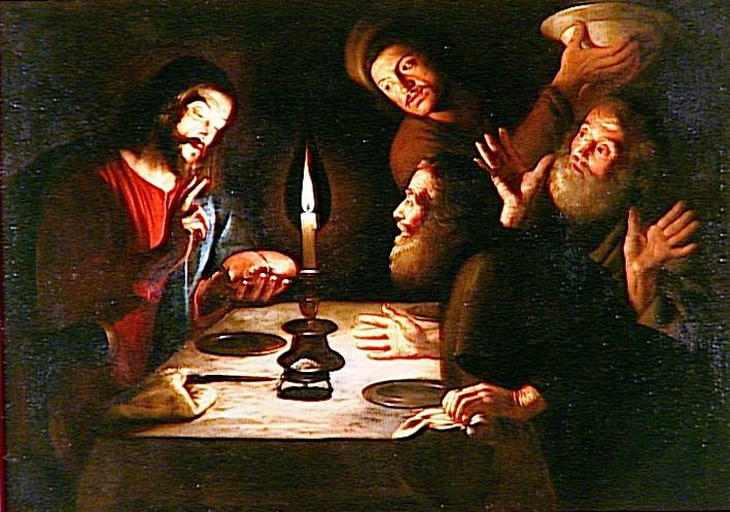
Trophime Bigot
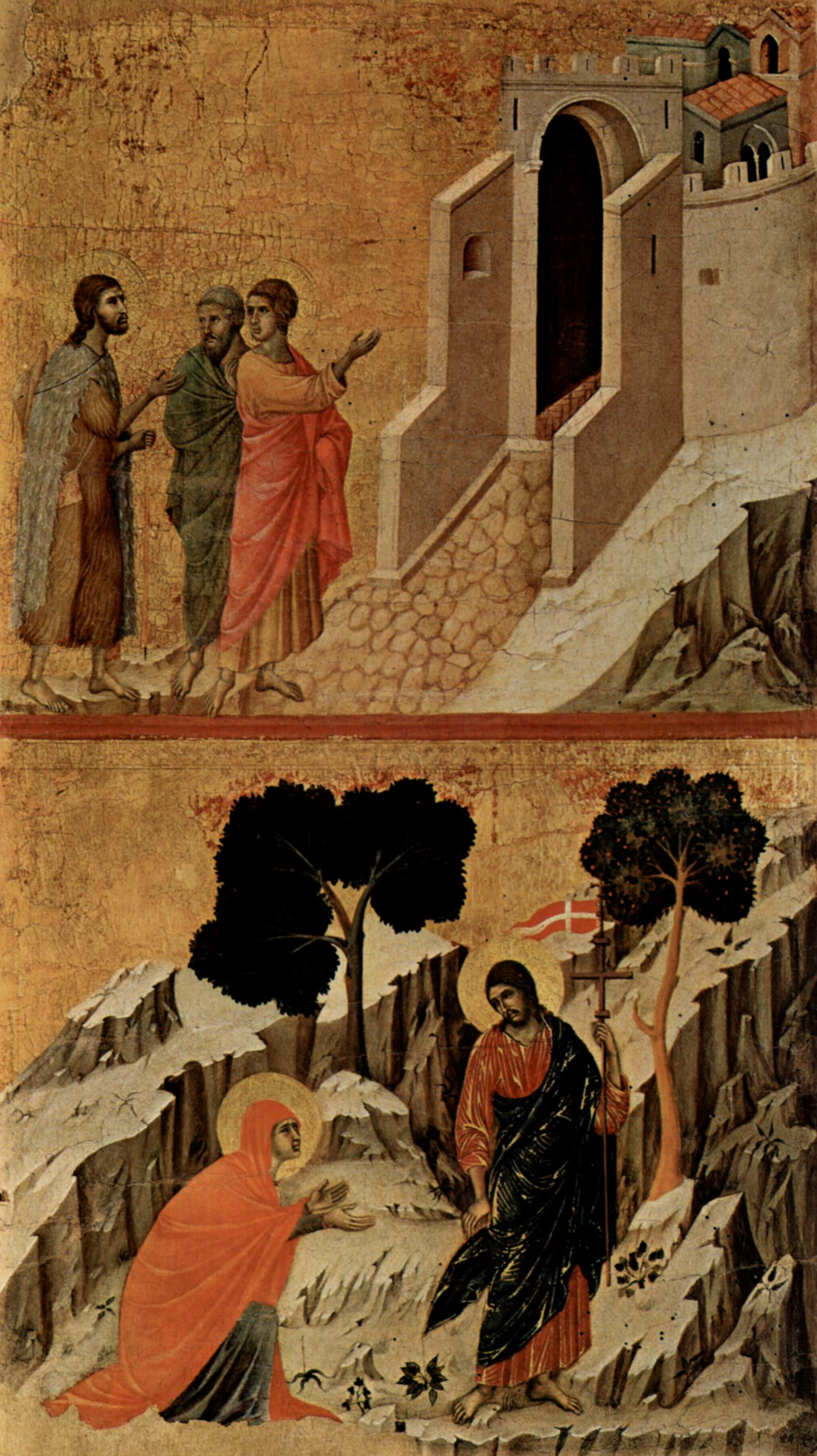
Duccio di Buoninsegna (ca 1310)
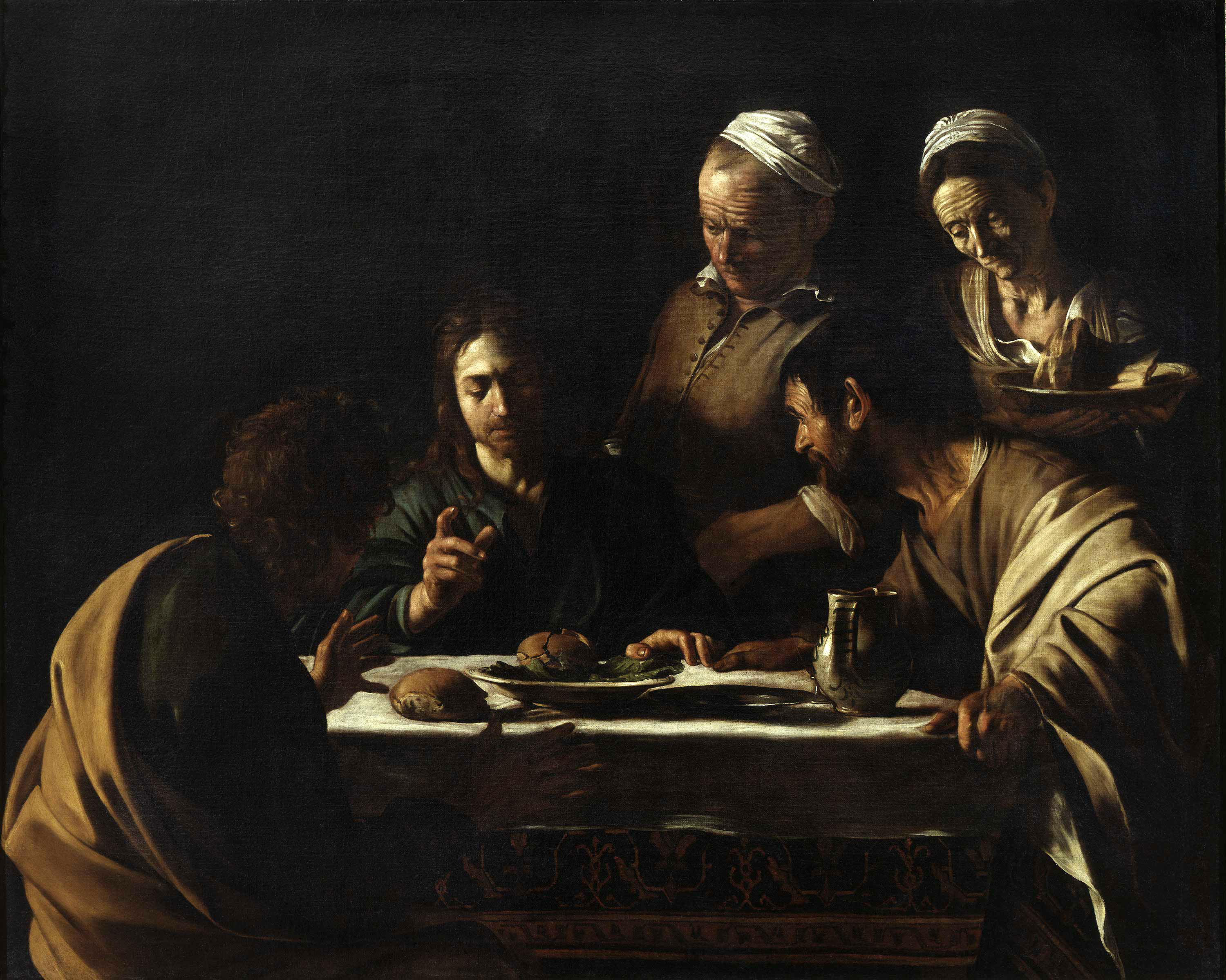
Caravaggio (1606)
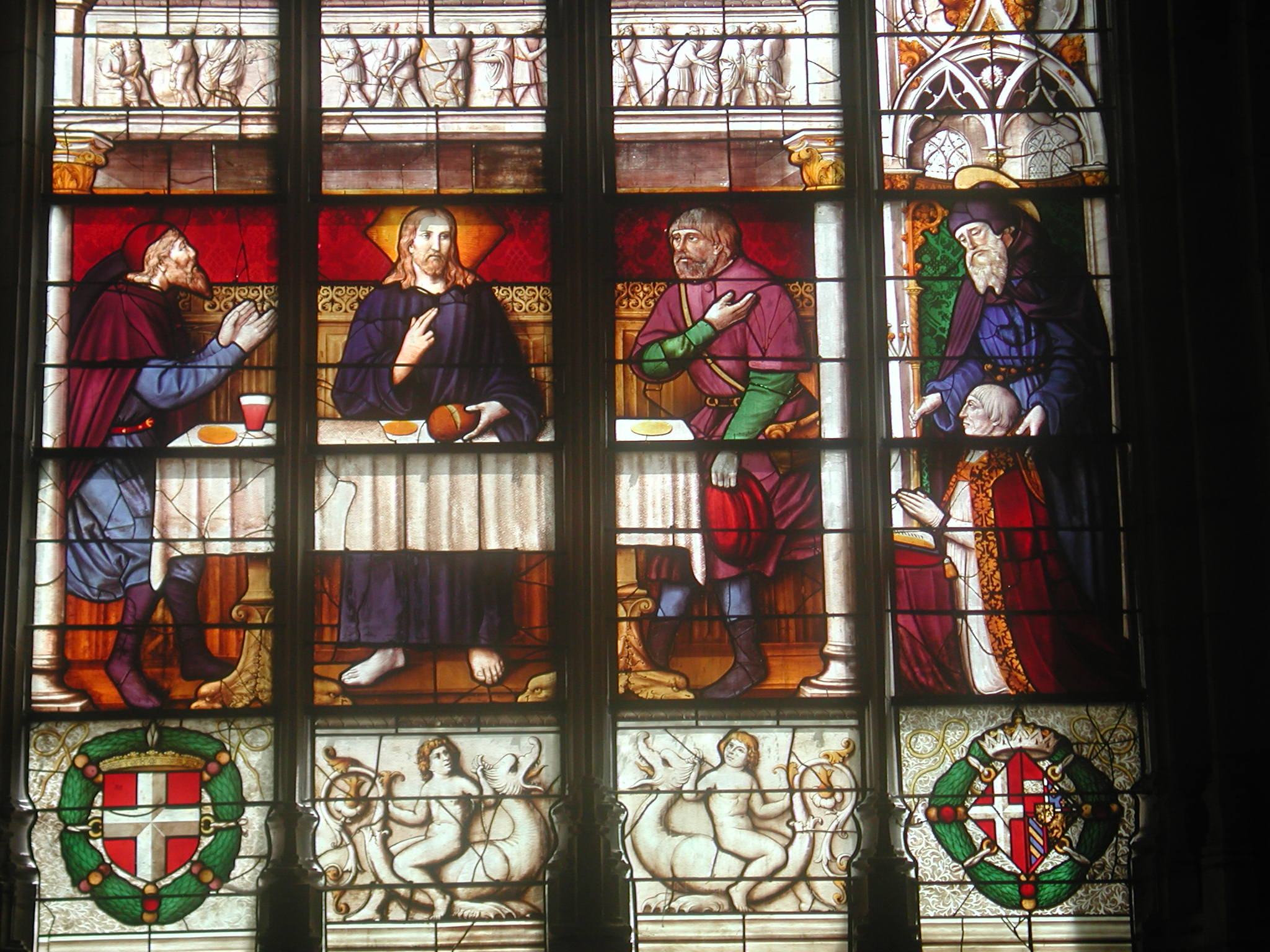
Vetrata nella chiesa di Brou
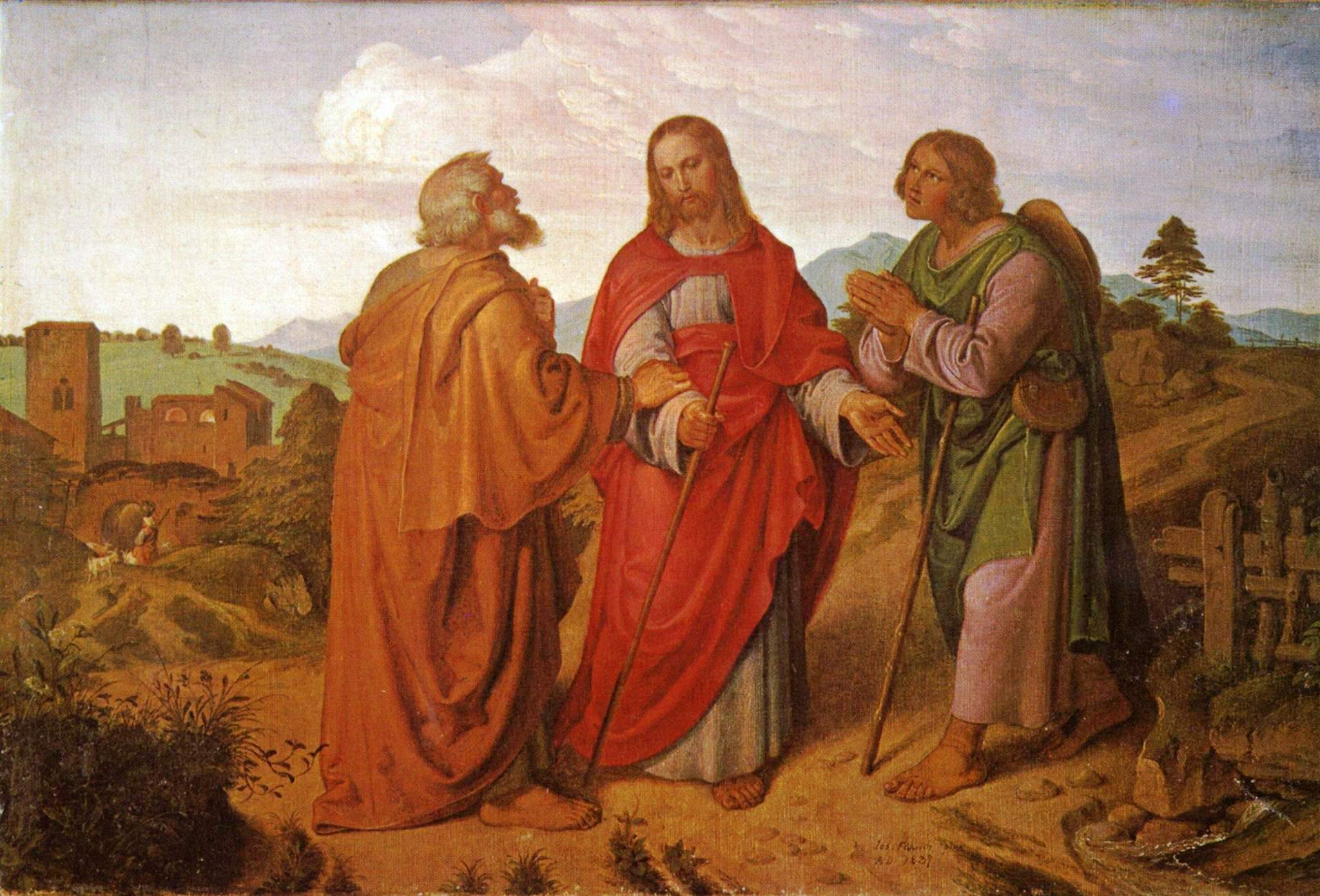
Joseph von Führich (1837)
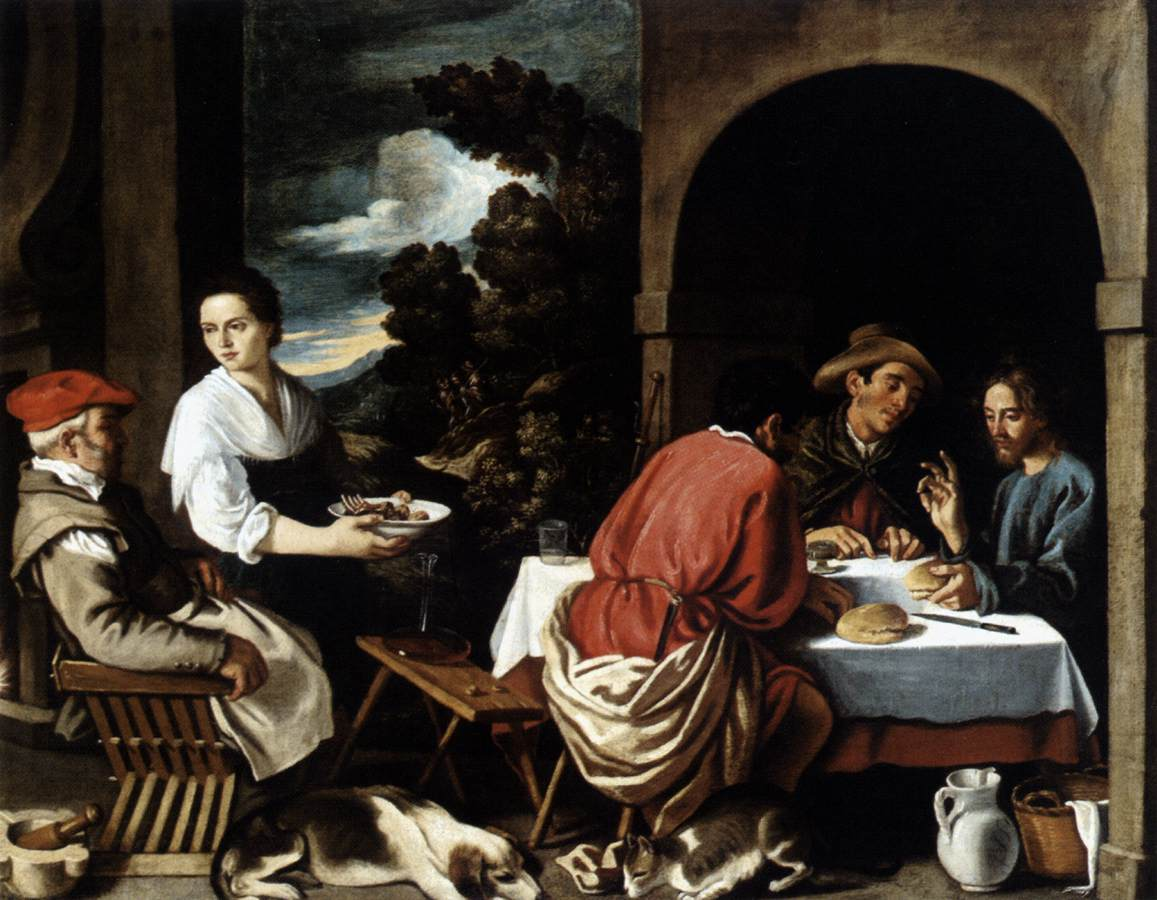
Pedro de Orrente (ca 1600)
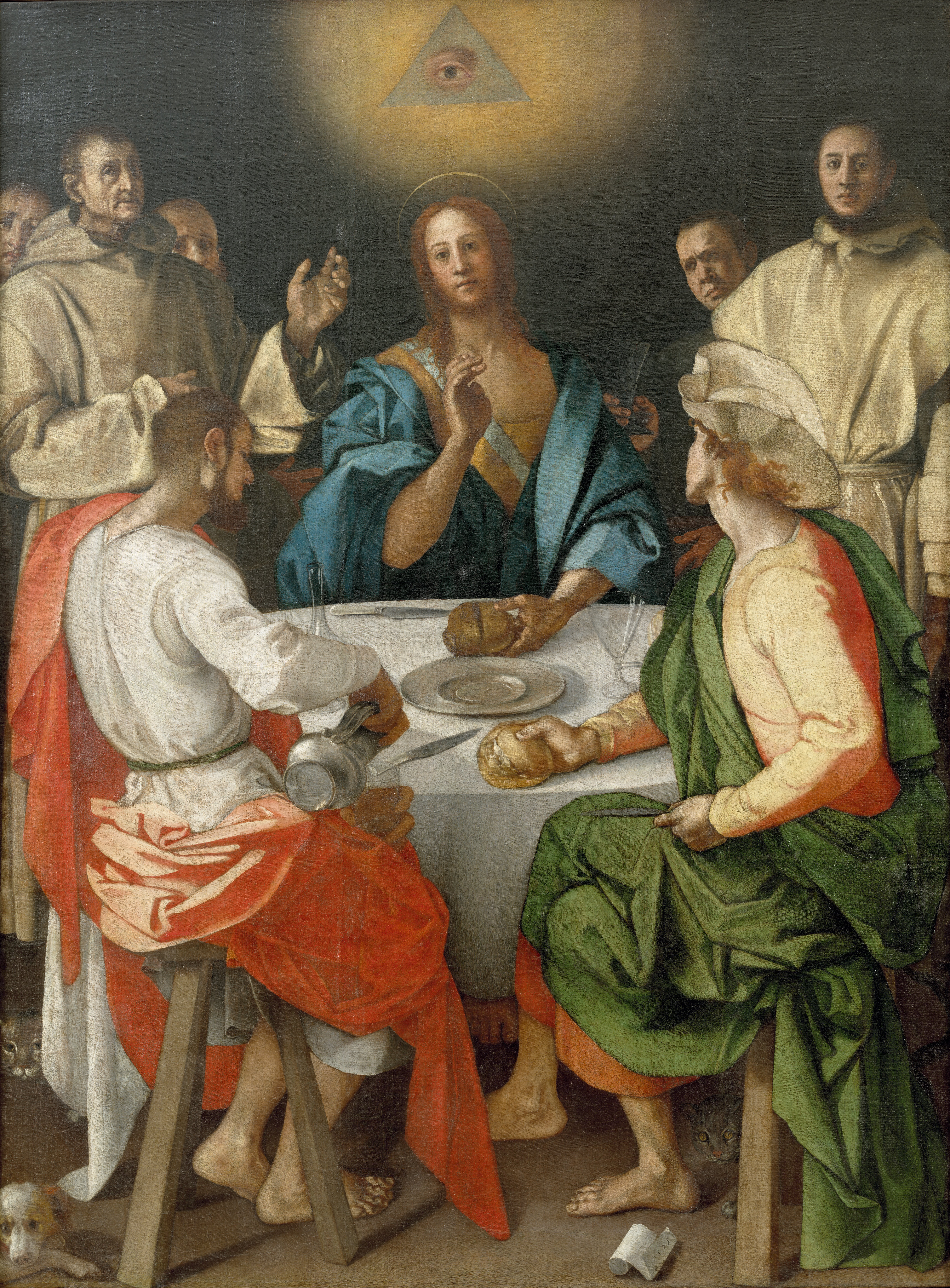
Jacopo Pontormo (1525)
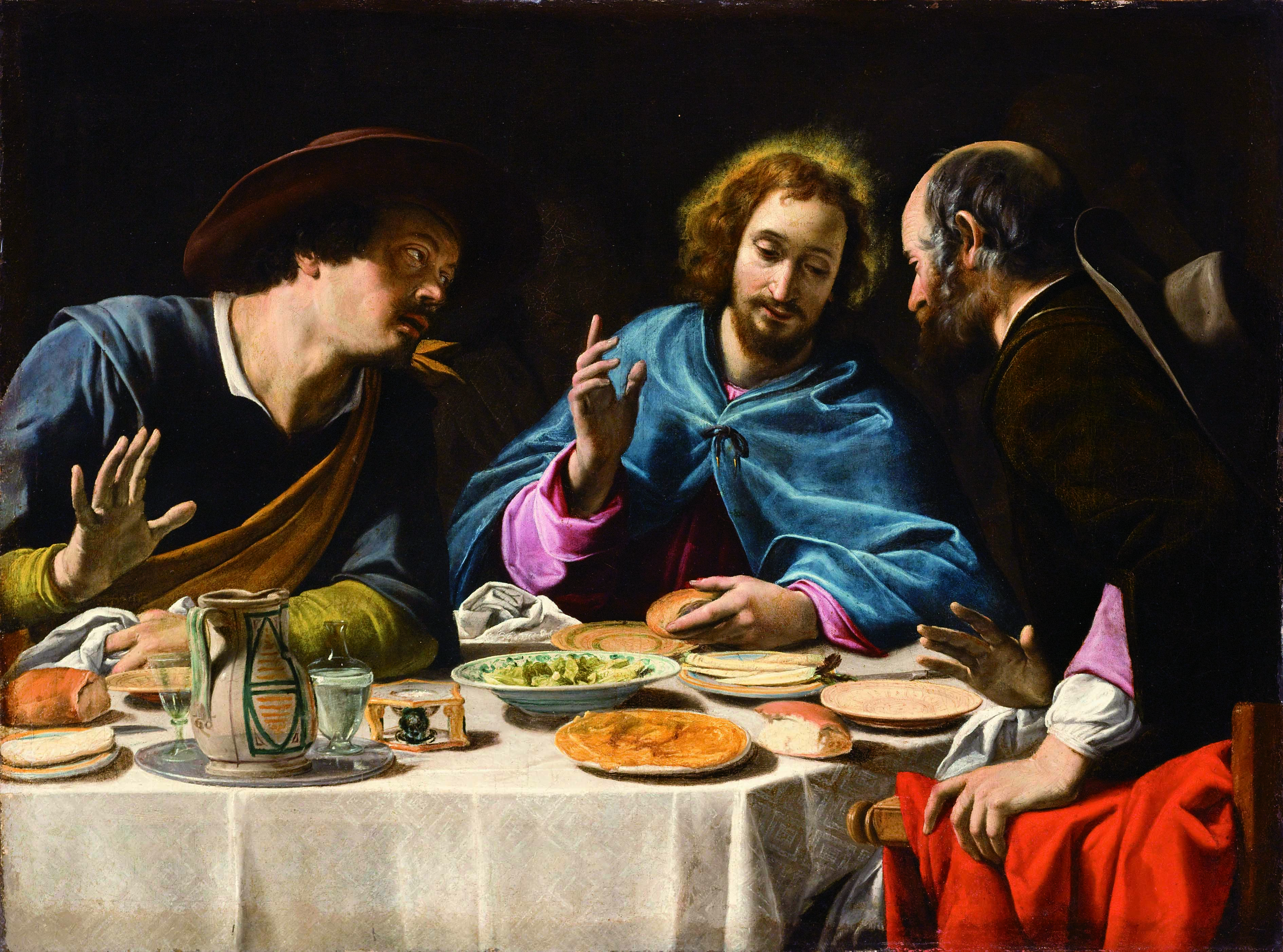
Filippo Tarchiani (ca 1625)
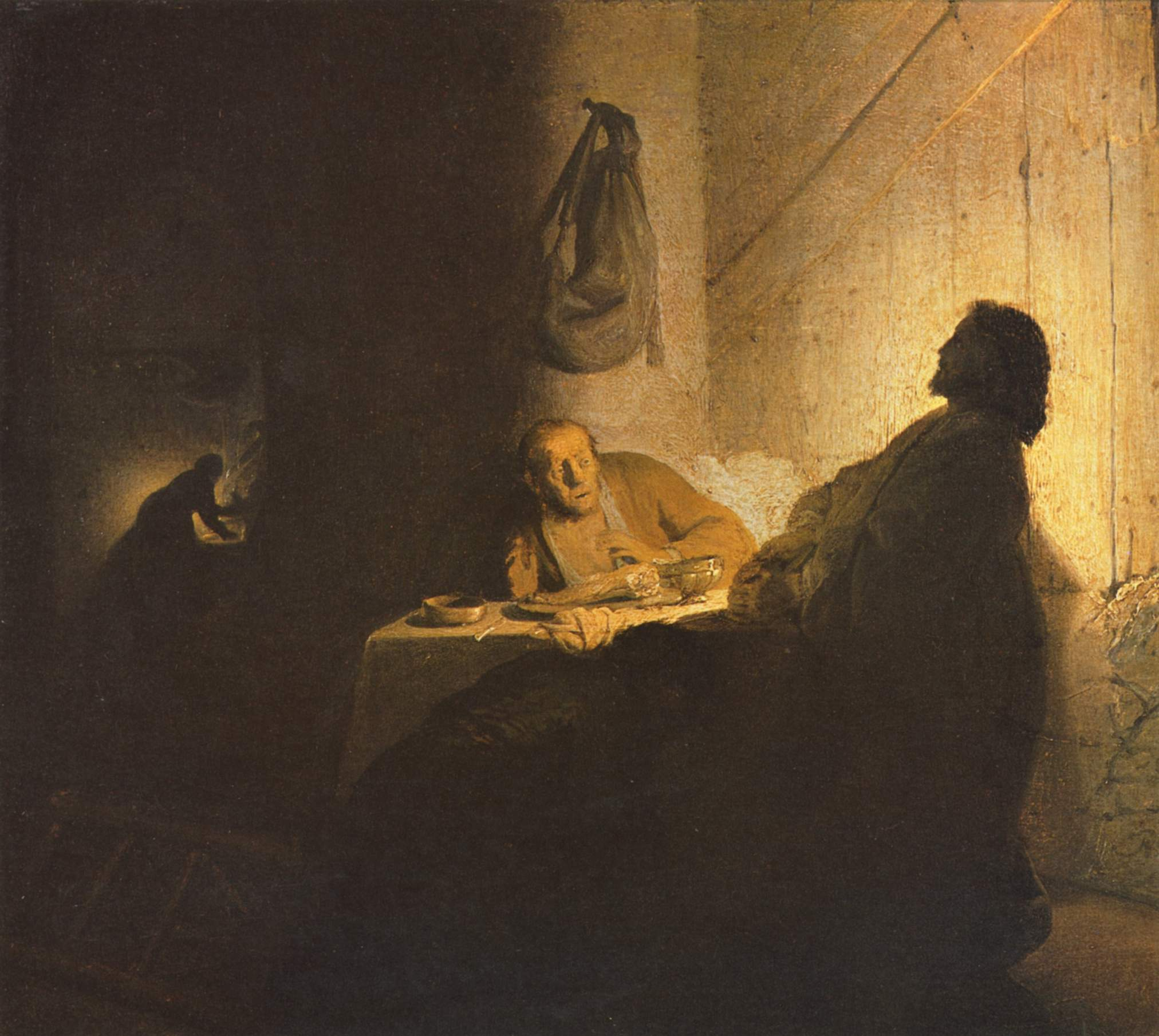
Rembrandt (1628)
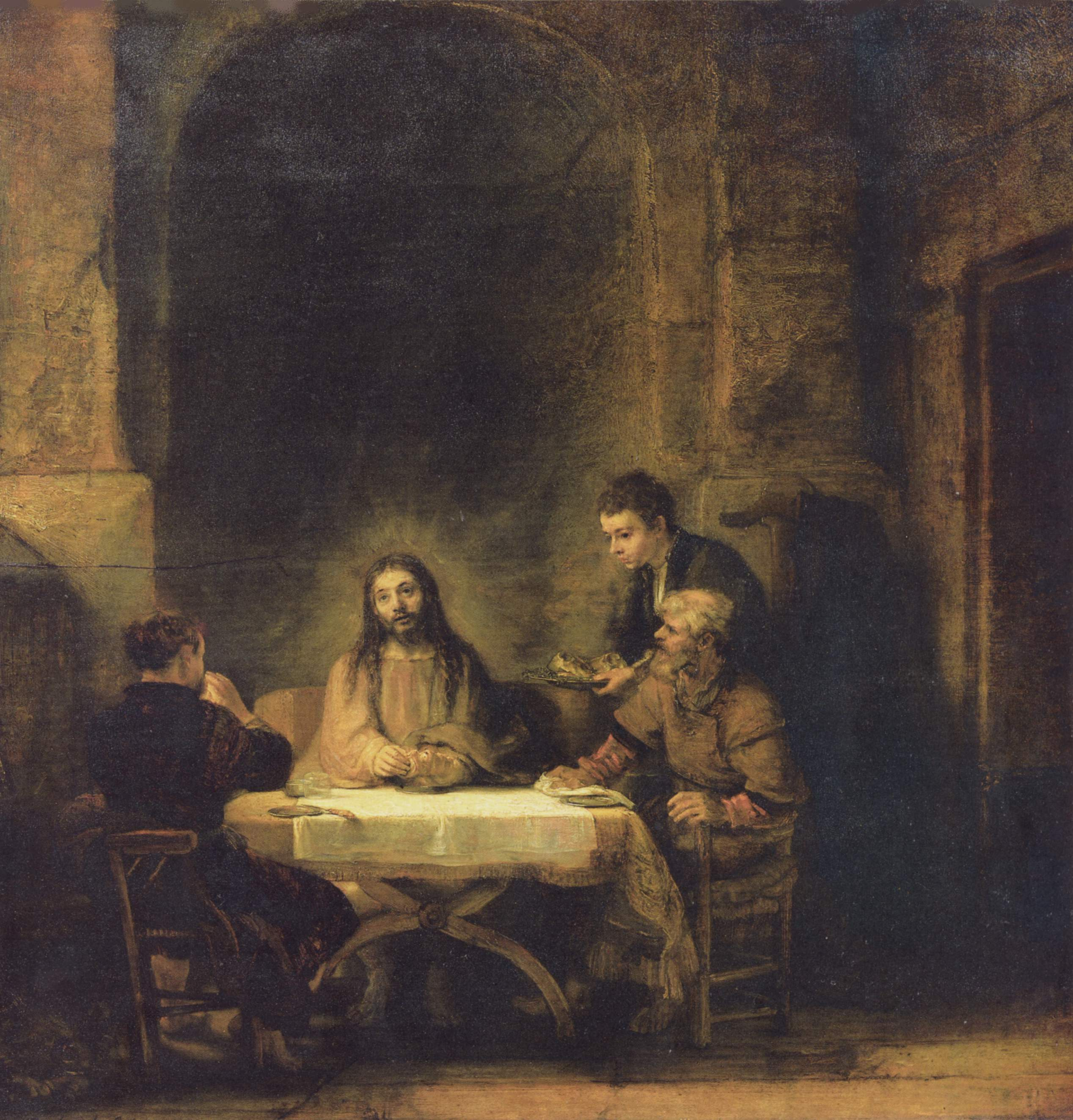
Rembrandt (1648)
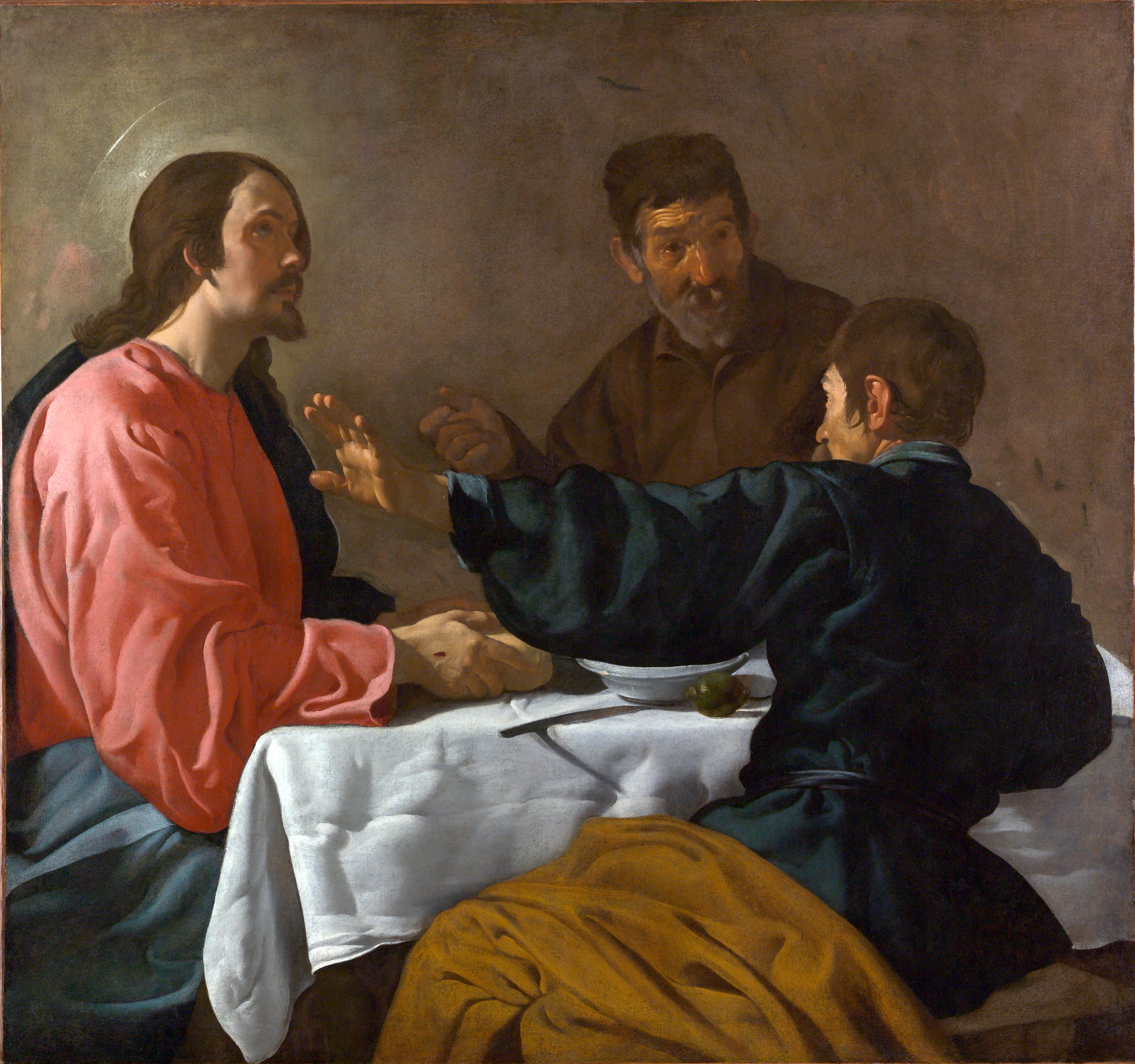
Velazquez (1618)
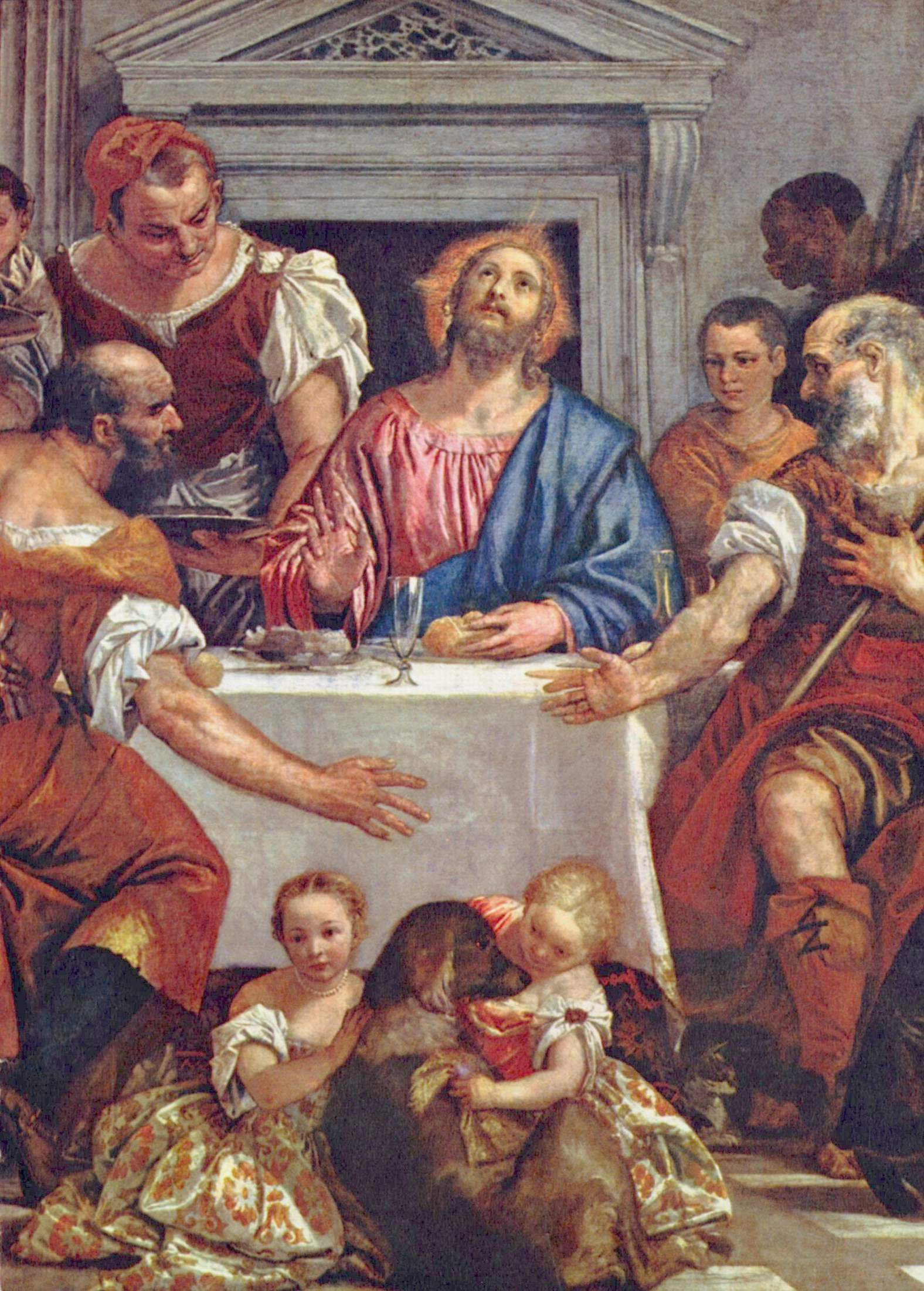
Paolo Veronese (ca 1550)